# Gottenhouse
Gottenhouse é uma comuna francesa na região administrativa de Grande Leste, no departamento Baixo Reno. Estende-se por uma área de 1,25 km². Em 2010 a comuna tinha 393 habitantes (densidade: 314,4 hab./km²).